# Сем Коллінз
Сем Ко́ллінз (англ. Sam Collins, також відомий як Crying Sam Collins, Salty Dog Sam) (1887–1949) — американський музикант, один з відомих ранніх блюзменів довоєнного періоду. У 1927 та 1931 роках записав 40 пісень для компаній «Gennet» та «Black Patti», з яких було видано 22 пісні. Один із найперших афроамериканських виконавців, записаних на платівку.

## Творчість
Сем Коллінз був сільським музикантом, виконував різну музику (не лише блюз) у клубах і барах сіл та міст півдня США. Його творчість ретроспективно примітна тим, що, вочевидь, він сам відносно пізно освоїв блюз як новий для нього жанр, і тому в його блюзових записах відчутний вплив інших популярних доблюзових жанрів вуличної музики того часу.
До початку Великої депресії платівки Сема Коллінза успішно продавалися в декількох штатах, що зумовило комерційну зацікавленість компаній, для яких він записувався і, відповідно, відносно велику кількість виданих платівок.
Поза ретроспективною цінністю записів цього музиканта, як одних із найбільш ранніх записів блюзу загалом, сама творчість Сема Коллінза має доволі різні, часом діаметрально протилежні оцінки серед істориків жанру та музичних критиків. Як сільський виконавець, що часто виступав на вечірках у клубах, він, безумовно, мав чудове відчуття ритму, а також виразний емоційно насичений сумний голос, інтонації якого вдало доповнював «плачучим» сумним і водночас ритмічним гітарним акомпанементом (що й зумовило присвоєння йому звукозаписувальними компаніями псевдоніма Crying Sam Collins). Творчість Сема Коллінза дуже вплинула на визнаного блюзового музиканта Джо Холмса, відомого як King Solomon Hill, з яким він співпрацював з 1924 року. З іншого боку, Сем Коллінз не був віртуозним виконавцем, і судячи з окремих записів, часом грав дуже недбало, використовуючи погано настроєну гітару і вживаючи в окремих випадках відверто фальшиві ноти. Такі контрастно різні якості цього виконавця зумовили суперечливі оцінки його творчості: від визнання його одним з найбільш видатних та важливих виконавців «глибокого південного блюзу» довоєнного періоду одними дослідниками, і до оцінки його як відносно переоціненого і посереднього автора одного-двох хітів (таких як «The Jailhouse Blues») іншими.
Про особистість цього музиканта збереглося мало відомостей. Зокрема, існує лише одне його відносно достовірне прижиттєве зображення — малюнок, зроблений компанією «Black Patti» для оформлення обкладинок платівок, можливо, виготовлений (за поширеною практикою в таких випадках) за реальним фото, яке не збереглося.

## Дискографія
1927, Richmond, Indiana
- «The Jailhouse Blues»
- «I Want to Be Like Jesus in My Heart»
- «Yellow Dog Blues»
- «Loving Lady Blues»
- «Riverside Blues»
- «Devil in the Lion's Den»
- «Dark Cloudy Blues»
- «Pork Chop Blues»
- «Lead Me All the Way»
- «Midnight Special Blues»
- «Do That Thing»
- «Hesitation Blues»
- «It Won't Be Long Now»
- «The Worried Man Blues»
- «The Moanin' Blues»

1931, New York City
- «Lonesome Road Blues»
- «Slow Mama Slow»
- «My Road Is Rough and Rocky»
- «New Salty Dog»
- «Graveyard Digger's Blues»
- «Signifying Blues»
- «I'm Still Sitting on Top of the World»